# Uromyces bauhiniae
Uromyces bauhiniae ist eine Ständerpilzart aus der Ordnung der Rostpilze (Pucciniales). Der Pilz ist ein Endoparasit von Bauhinien (Bauhinia sp.). Symptome des Befalls durch die Art sind Rostflecken und Pusteln auf den Blattoberflächen der Wirtspflanzen. Sie ist in Mittel- und Südamerika verbreitet.

## Merkmale

### Makroskopische Merkmale
Uromyces bauhiniae ist mit bloßem Auge nur anhand der auf der Oberfläche des Wirtes hervortretenden Sporenlager zu erkennen. Sie wachsen in Nestern, die als gelbliche bis braune Flecken und Pusteln auf den Blattoberflächen erscheinen.

### Mikroskopische Merkmale
Das Myzel von Uromyces bauhiniae wächst wie bei allen Uromyces-Arten interzellulär und bildet Saugfäden, die in das Speichergewebe des Wirtes wachsen. Die Spermogonien und Aecien der Art sind unbekannt. Die beid- oder vorwiegend unterseitig auf den Wirtsblättern wachsenden Uredien des Pilzes sind zimtbraun. Ihre ebenfalls zimtbraunen Uredosporen sind 22–24 × 20–22 µm groß, meist kugelig bis breitellipsoid und stachelwarzig. Die beid- oder überwiegend blattunterseitig wachsenden Telien der Art sind schokoladenbraun, unbedeckt und pulverig. Die kastanienbraunen Teliosporen sind einzellig, in der Regel eiförmig bis kugelig, warzig und meist 23–26 × 21–24 µm groß. Ihre Stiele sind farblos und bis zu 45 µm lang.

## Verbreitung
Das bekannte Verbreitungsgebiet von Uromyces bauhiniae reicht von Südamerika bis nach Sinaloa.

## Ökologie
Die Wirtspflanzen von Uromyces bauhiniae sind verschiedene Bauhinia-Arten. Der Pilz ernährt sich von den im Speichergewebe der Pflanzen vorhandenen Nährstoffen, seine Sporenlager brechen später durch die Blattoberfläche und setzen Sporen frei. Die Art durchläuft einen wahrscheinlich makrozyklischen Entwicklungszyklus, von dem bisher nur Uredien und Telien sowie deren Wirt bekannt sind. Ob sie einen Wirtswechsel vollzieht, lässt sich daher nicht sagen.